# أطلس شيتا
أطلس شيتا (بالإنجليزية: Atlas Cheetah)‏ هي مقاتلة جنوب إفريقية تم تطويرها بواسطة شركة أطلس الجنوب إفريقية بالتعاون مع شركة IAI الإسرائيلية كي تماثل المقاتلة الصهيونية الشهير كفير.

## تاريخ الطائرة
كانت جنوب أفريقيا من أهم من اشترى الميراج III سنة 1963 ولكن في سنة 1977 فرضت عليها الأمم المتحدة حظر للتسليح، مما دفع جنوب افريقيا للتفكير في تطوير طائرات الميراج إلى أفضل مستوى لمواكبة التطور وكذلك التغلب على مشكلة حظر التسليح. فكان لها ما أرادت بالتعاون مع شركة IAI الصهيونية.
وفي سنة 1986 ظهر أول نموذج مطور من الطائرة من خلال تطوير النموذجيين في الميراج Mirage IIIE و Mirage R2

## نماذج الطائرة
- نموذج سي : كان تطويرها سري وقد تم تغير بعض الأشياء في النموذج الأول ويشمل التطوير تعديل على شكل الجناح وتزويد الطائرة برادار EL/M-2035 ومحرك جديد.

- النموذج دي: وهو مخصص للتدريب وتم تطوير الهيكل بزيادة طوله وكذلك تغير المحرك إلى SNECMA Atar 9K-50

- النموذج دي: نسخة طائرة قاذفة وتم فيه الاحتفاظ بنفس المحرك الاصلي.

- النسخة آر: نسخة مجهزة للإستطلاع.

## خصائص الطائرة
- بلد المنشأ : جنوب أفريقيا
- النوع : اعتراض/قاذفة
- الطاقم: طيار واحد
- طول الجناح: 8.22 متر
- الارتفاع: 4.55 متر
- الطول: 15.65 متر
- السقف: 17.000 متر
- الوزن (فارغة): 6.600 كيلو غرام
- الوزن (الحمولة القصوى): 13.700 كيلو غرام
- السرعة القصوى: 2.2 ماخ 2323 كيلو متر في الساعة
- سرعة الانطلاق: 956 كيلو متر في الساعة
- المحرك: محرك واحد من نوع SNECMA ATAR 9C

أو SNECMA 9K-50
- التسليح:

1. مدفع من نوع DEFA 30 ميليمتر
2. صواريخ جو-جو V3C Darter, V3B Kukri and Phyton 3
3. صواريخ جو- ارض : صواريخ AS-30 . قنابل Armscor من 250 و 500 كيلو غرام .
4. قنابل عنقودية من نوع CB-470، والمبنية علي أساس المقاتلة الفرنسية ميراج 5

## خصائص أخرى
تعتبر الطائرة قادرة علي حمل 4400 كجم ومزودة بمدفع عيار 30 ملمتر.
رغم أنها تعتبر مقاتلة من الجيل الثاني إلا أنها حقيقة لا تقل عن معظم مقاتلات الجيل الرابع، فهذه المقاتلة تستطيع حمل صواريخ (الجو-جو) من طراز بايثون (3 و4) الإسرائيليين. بالإضافة إلى صاروخ الجنوب إفريقيِ A دارتر.

## عدد الطائرات
تم إنتاج 86 مقاتلة فقط من هذا النوع وتم تصديرها للإكوادور.